# Ys I: Ancient Ys Vanished
 (mars 2020).
Si vous disposez d'ouvrages ou d'articles de référence ou si vous connaissez des sites web de qualité traitant du thème abordé ici, merci de compléter l'article en donnant les références utiles à sa vérifiabilité et en les liant à la section « Notes et références ».
Ys I: Ancient Ys Vanished (イースI, Īsu Wan), aussi connu sous le titre Ys: The Vanished Omens, est un jeu vidéo d'action-RPG développé par Falcom en 1987. Il est le premier épisode de la série de jeux vidéo Ys.
Dans un premier temps, le jeu est sorti sur les micro-ordinateurs PC-88, X1, PC-98, FM-7/FM-77, FM-77AV et MSX2. Il a ensuite été porté sur d'autres systèmes : Famicom, Master System, DOS, IIGS et TurboGrafx-16. Par la suite, des remakes sont sortis sur Saturn et PC.  Le jeu a aussi connu une version Nintendo DS.

## Histoire
Il y a très longtemps existait un pays nommée Ys, protégées par deux déesses et six prêtres. Un jour les déesses offrirent aux humains la perle noire, source de toute magie. Les six prêtres créèrent un métal magique, le Cleria, à l'aide de la perle noire. le Cleria, amena la gloire et la prospérité à Ys. C'est alors que des monstres commencèrent à apparaitre sur YS. Pensant que le Cleria était à la source du Mal, il fut enterré et, selon la légende, on éleva dans les cieux l'église sacrée de Solomon, afin d'éviter la destruction de la Perle Noire et du pays. Le temps passa, et la terre d'Ys sombra dans la déchéance, jusqu'à ce qu'un jour, on retrouva le Cleria. Les hommes, oubliant le passé, répétèrent les erreurs du passé et la prospérité qui avait disparu depuis des siècles revint. Une vague maléfique resurgit et commença à ravager le continent d'Esteria, et une tempête en empêcha l'accès.
Adol, un jeune aventurier, se dirige vers Esteria. Il réussira à traverser la tempête et à échouer sur les rives d'Esteria près de la grande tour de Darm. Guidé par une mystérieuse jeune femme, Adol sera chargé de retrouver les 6 livres d'Ys, écrits il y a des siècles par les grands prêtres, qui renfermeraient le secret de ce monde perdu ainsi que son histoire. La recherche des livres sacrés commence pour Adol...

## Rééditions
- 1988 - Famicom uniquement au Japon ;
- 1989 - Master System sous le titre Ys: The Vanished Omens ;
- 1989 - DOS sous le titre Ancient Land of Ys ;
- 1989 - PC-Engine CD-ROM dans la compilation Ys Book I & II ;
- 1991 - X68000 uniquement au Japon ;
- 1997 - Saturn dans la compilation Falcom Classics uniquement au Japon ;
- 2007 - Wii CV dans la compilation Ys Book I & II ;
- 2008 - Remake sur Nintendo DS sous le titre Ys DS uniquement au Japon ;
- 2009 - Remake sur Nintendo DS dans la compilation Legacy of Ys : Books I & II.